# Кубах (національний парк)
Національний парк Кубах (малай. Taman Negara Kubah; англ. Kubah National Park) — національний парк в окрузі Кучинг, у штаті Саравак, Малайзія. Розташоване за 22 кілометри від міста Кучинг. Він був заснований в 1989 році і відкритий для публіки в 1995 році, займаючи площу 22,3 км² (2230 га), за іншими даними 22,85 км² (2285 га).

## Загальні відомості

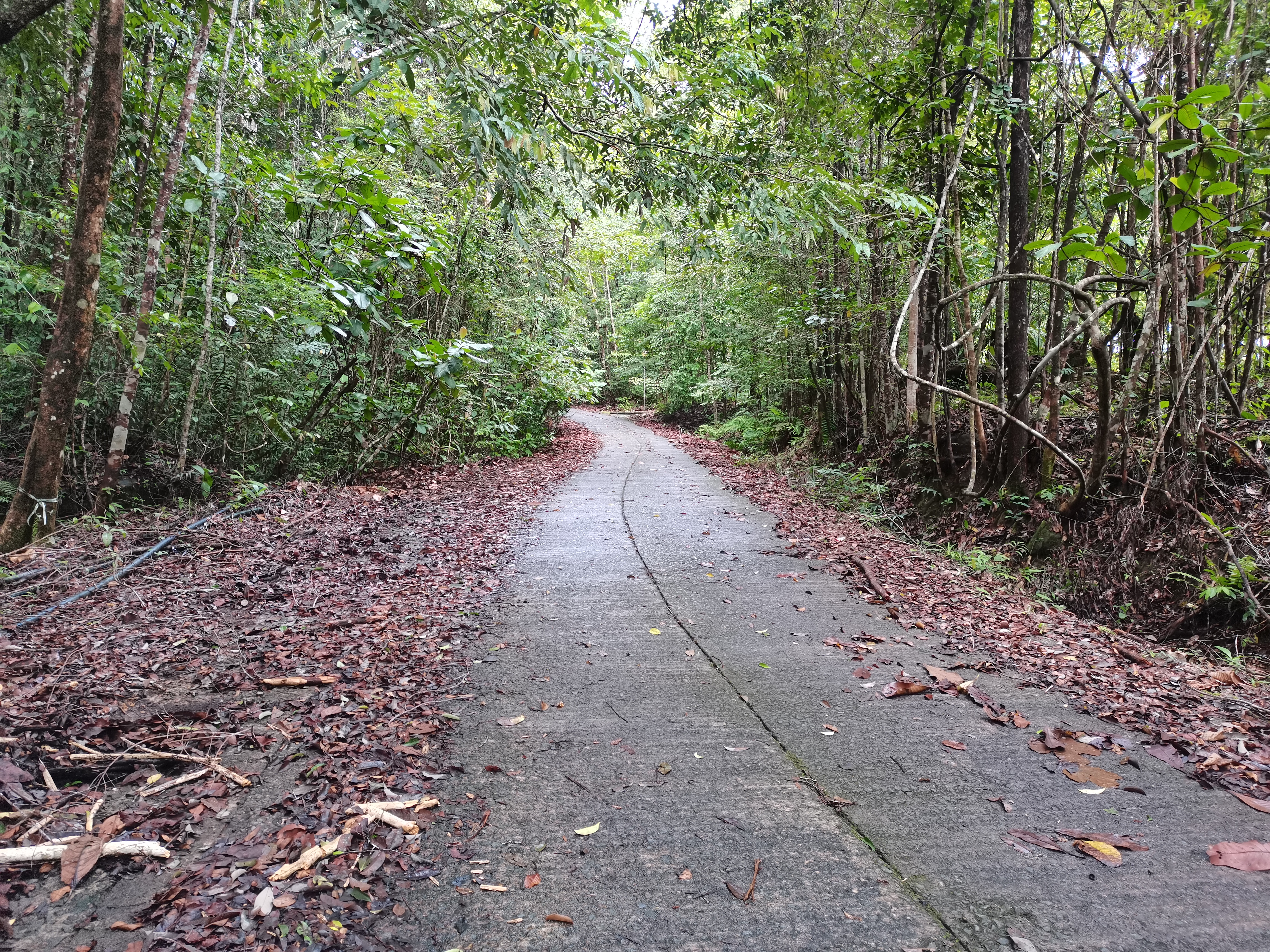
Стежка на гору Серапі.

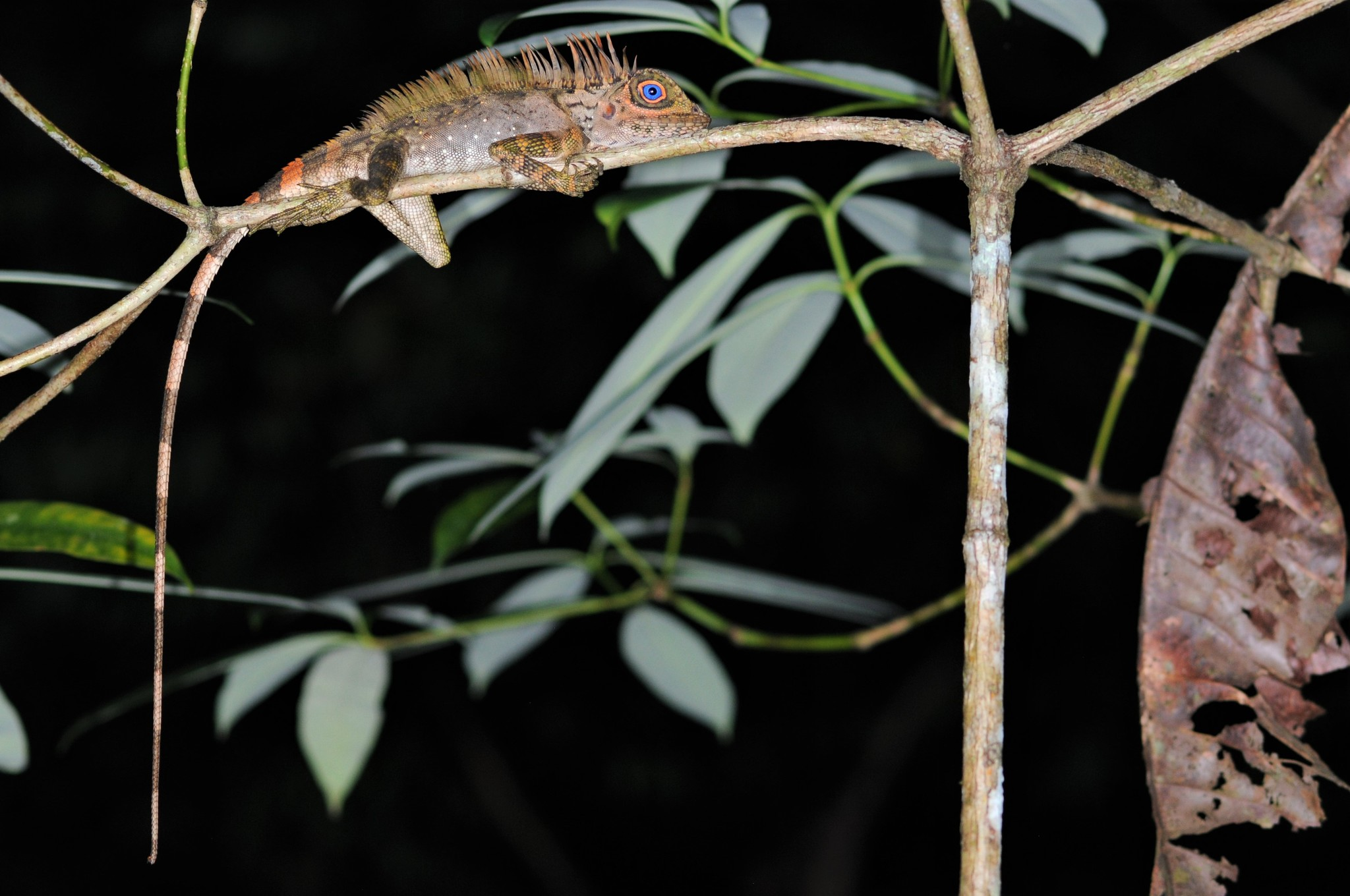
Блакитноока кутоголова ящірка

У ясні дні з Кучинга можна побачити три гори національного парку Кубах: гору Серапі (911 м), гору Селанг і гору Сенток.
Хребет Матанг у окрузі Кучинг також є частиною національного парку Кубах. Парк також пропонує умови для розміщення та відпочинку відвідувачів, які бажають залишитися тут на кілька днів.
Парк розташований у межах «Центру дикої природи Матонг». Сюди можна потрапити по трекінговому маршруту «Райу», до «Центру дикої природи» також можна дістатися автобусом або таксі.

## Флора
Національний парк Кубах площею 2230 гектарів має рідкісні китайскі папоротники (Pteris vittata); квіти орхідеї (Orchidáceae); тут також можна зустріти багато видів пальмірових пальм (Borassus). Тому цей парк ще називається «Світ пальм». Тут поширені 93 види пальм.

## Фауна

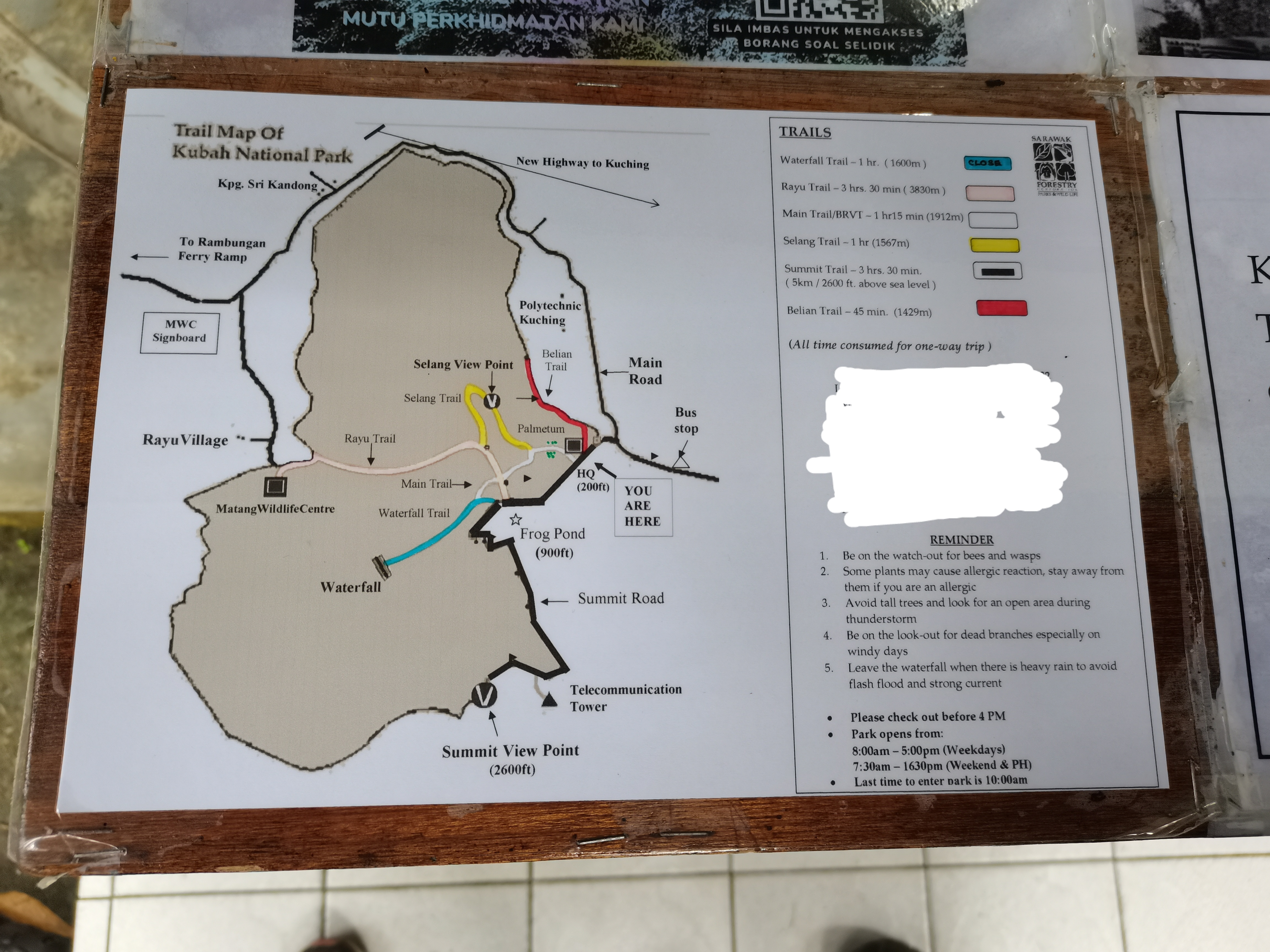
Детальна карта національного парку.

У тропічних лісах тут багато диких тварин. Крім того, деякі з видів, які живуть тут: борнеойські бородаті свині (Sus barbatus), мишачі олені (Tragulidae) та чорні птахи-носороги (Anthracoceros malayanus). А ще тут водиться багато видів рептилій (Reptilia), зокрема ящірка кутоголова або тропічний лісовий дракон (Gonocephalus liogaster) та земноводних (Amphibia).

## В кінематографі
Пейзажі тропічного лісу привернули увагу голлівудського режисера Джона Міліуса, який у 1987 році на горі Серапі зняв основні сцени фільму «Прощання з королем» з Ніком Нолті та Джеймсом Фоксом в головних ролях, за однойменним романом французького кінорежисера та письменника П'єра Шендерфера. У 2003 році в сусідньому лісовому передгір'ї, що прилягає до парку, американський кінорежисер Гай Дженкін зняв фільм «Інтимний словник» із Г'ю Денсі та Джесікою Альбою в головних ролях.